# Dzielnica XVI Bieńczyce

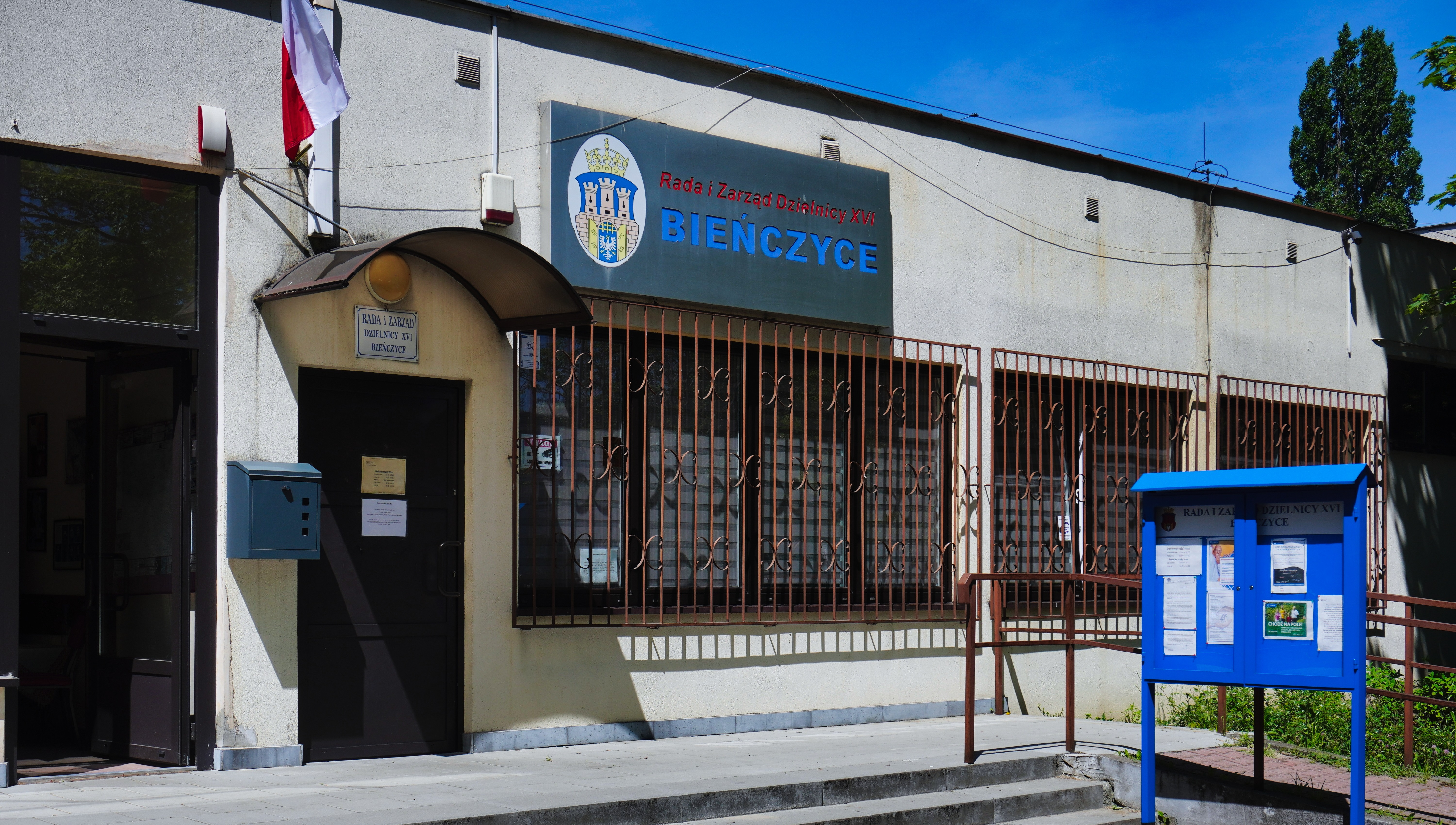
Siedziba urzędu Dzielnicy XVI Bieńczyce w Krakowie na osiedlu Kalinowym 4

Dzielnica XVI Bieńczyce – dzielnica, jednostka pomocnicza gminy miejskiej Kraków. Do 1990 r. wchodziła w skład dzielnicy Nowa Huta. Przewodniczącym Rady i Zarządu Dzielnicy w IX kadencji 2023-2028 jest Zygmunt Bińczycki.

## Siedziba zarządu
Osiedle Kalinowe 4, 31-812 Kraków

## Demografia
| Rok  | Stan na koniec roku | Uwagi              |
| ---- | ------------------- | ------------------ |
| 2004 | 45.917              |                    |
| 2005 | 45.644              |                    |
| 2006 | 45.125              |                    |
| 2007 | 44.766              |                    |
| 2008 | b/d                 |                    |
| 2009 | 44.102              |                    |
| 2010 | b/d                 |                    |
| 2011 | 43.923              |                    |
| 2012 | 43.203              | stan na 21.02.2012 |
| 2013 | 43.063              | stan na 14.05.2013 |
| 2013 | 42.721              |                    |
| 2014 | 42.633              |                    |
| 2015 | 42.328              |                    |
| 2016 | 42.106              |                    |
| 2018 | 41.735              | stan na 06.01.2018 |
| 2018 | 41.112              |                    |
| 2019 | 40.632              |                    |
| 2020 | 39.885              |                    |
| 2021 | 39.007              |                    |
| 2022 | 37.865              |                    |
| 2023 | 37.219              |                    |

## Osiedla i zwyczajowe jednostki urbanistyczne
- Bieńczyce
- Osiedle Albertyńskie
- Osiedle Jagiellońskie
- Osiedle Kalinowe
- Osiedle Kazimierzowskie
- Osiedle Kościuszkowskie
- Osiedle Na Lotnisku
- Osiedle Niepodległości
- Osiedle Przy Arce
- Osiedle Strusia
- Osiedle Wysokie
- Osiedle Złotej Jesieni

## Granice dzielnicy
- z Dzielnicą XV graniczy na odcinku – od skrzyżowania ul. gen. Okulickiego z al. gen. Andersa w kierunku południowo-wschodnim zachodnią stroną ul. gen. Okulickiego do skrzyżowania z rzeką Dłubnią,
- z Dzielnicą XVII graniczy na odcinku – od skrzyżowania rzeki Dłubni z ul. gen. Okulickiego w kierunku wschodnim północną stroną ul. gen. Okulickiego do skrzyżowania z ul. Nowolipki, dalej wschodnią stroną ul. Nowolipki do ul. Makuszyńskiego, dalej w kierunku wschodnim północną stroną ul. Makuszyńskiego i ul. Wańkowicza, dalej na południe zachodnią stroną ul. Wańkowicza do ul. Kocmyrzowskiej, dalej na południe wschodnią stroną rzeki Dłubni do skrzyżowania z al. Solidarności,
- z Dzielnicą XVIII graniczy na odcinku – od skrzyżowania al. Solidarności z rzeką Dłubnią w kierunku południowo-zachodnim północną stroną Al. Solidarności do skrzyżowania z ul. Bulwarową, dalej północną stroną ul. Bulwarowej do skrzyżowania z ul. Kocmyrzowską, dalej w kierunku południowo-zachodnim południową stroną ul. Kocmyrzowskiej do skrzyżowania z al. gen. Andersa, dalej otacza Rondo od strony północnej i biegnie w kierunku południowo-zachodnim północną stroną ul. Bieńczyckiej do skrzyżowania z granicą pomiędzy działkami nr: 216 i 71 w obrębie nr 7,
- z Dzielnicą XIV graniczy na odcinku – od skrzyżowania ul. Bieńczyckiej z granicami działek nr: 216 i 71 w obrębie 7, w kierunku północno-zachodnim granicą północną działek nr: 216, 215, 214, 212, 211, 210, 209/13, 72/5, 72/4, 72/3, zachodnią działki nr 72/3, dalej południową działki nr 72/10, wschodnią działki nr 72/9, północną działek nr: 72/9, 72/1, 75/5, 204, 222 do drogi nr 278 i dalej południową stroną drogi 278 do ulicy Dąbrowskiej, dalej wschodnią stroną ul. Dąbrowskiej do skrzyżowania z ul. Hynka, północną stroną ul. Hynka do skrzyżowania z ul. Braci Schindlerów, zachodnią stroną ul. Braci Schindlerów do skrzyżowania z al. gen. Andersa, dalej na zachód południową stroną al. gen. Andersa do skrzyżowania z ul. gen. Okulickiego.